# Giai đoạn Di cư

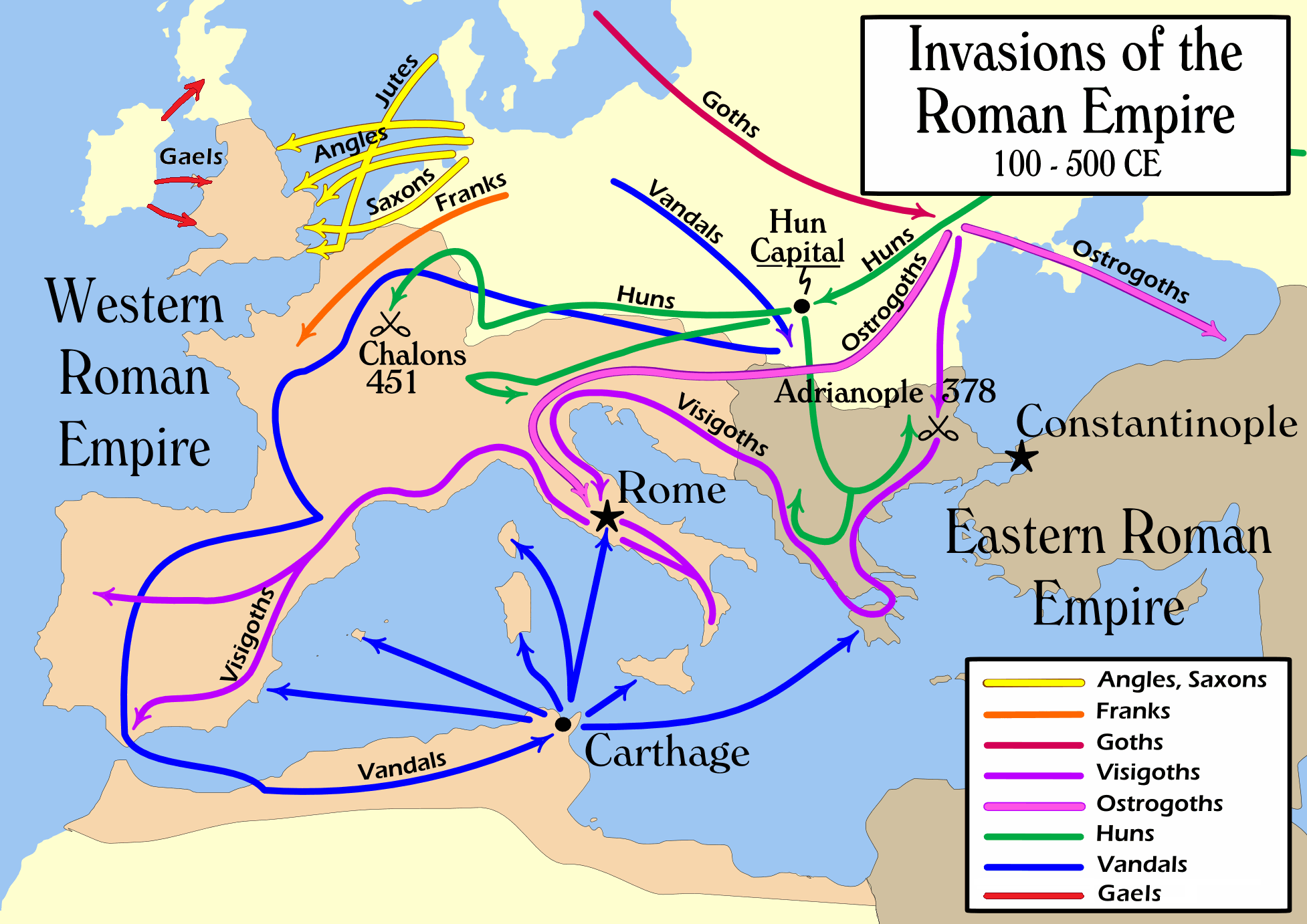
Giai đoạn di cư từ thế kỷ 2 tới thế kỷ 5

Thời kỳ Di cư, cũng được gọi là sự xâm lăng của người man rợ (tiếng Đức: Völkerwanderung 'sự di cư của các dân tộc'), là một giai đoạn di cư của con người ở châu Âu xảy ra từ năm 376 cho đến năm 800. Thời kỳ này đánh dấu sự chuyển tiếp từ Hậu kỳ cổ đại đến Tiền kỳ Trung cổ. Quá trình di cư được thúc đẩy bởi những thay đổi sâu sắc cả ở bên trong Đế chế La Mã lẫn khu vực "biên giới của người man rợ". Di dân bao gồm người Hung, Goth, Vandal, Avar, Slav, Bulgar, Alan, Suebi, Frisia, và Frank.
Sự di cư của các dân tộc, tiếp tục phát triển vượt ra ngoài Thời kỳ Di cư, đánh dấu bằng các cuộc chinh phục của người Ả Rập Hồi giáo và sự nổi lên của Đế chế Ottoman, hay bởi sự xâm lăng của người Viking, Magyar, Moor, Turk, và Mông Cổ, những sự kiện này cũng đã có ảnh hưởng đáng kể, đặc biệt là tại Bắc Phi, bán đảo Iberia, Tiểu Á, Trung và Đông Âu.